# 麦地逊街

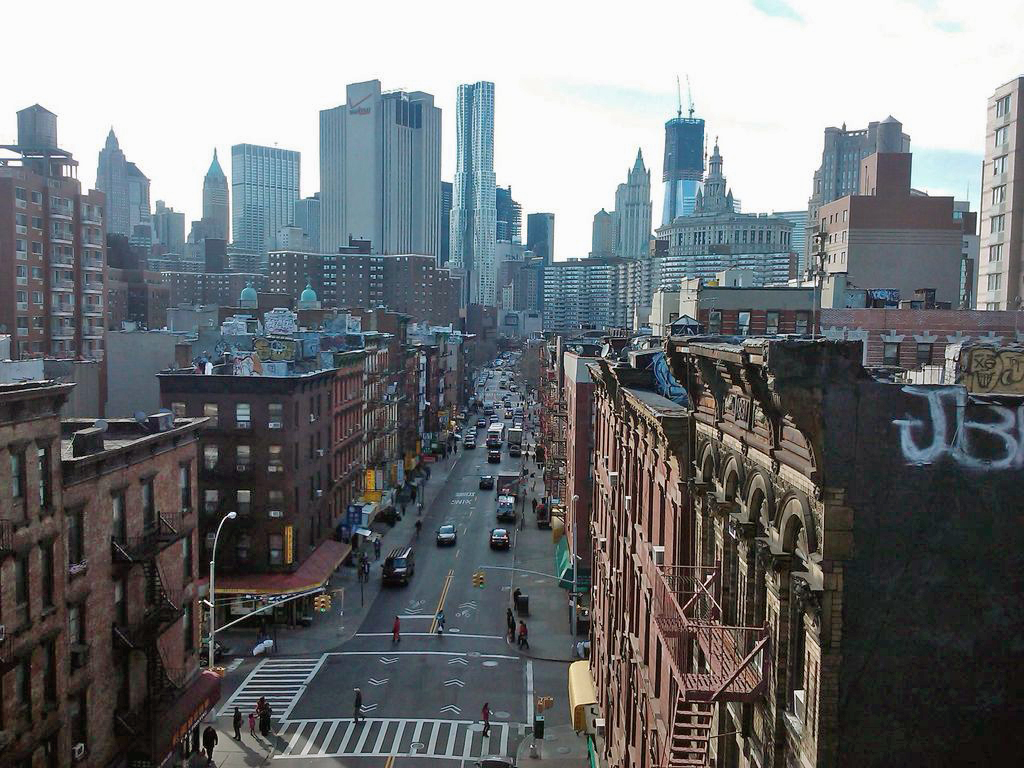
从曼哈顿大桥看麦地逊街

麦地逊街（Madison Street）是纽约市曼哈顿区下东城的一条街道，开始于布鲁克林大桥匝道，结束于格兰街，长约16个街块。由于911事件以后实施的安全措施，进入这条街受到限制。麦地逊街 在派街以东有住房项目。在加薩林街和派街之间，主要由廉租公寓主宰。这条街被认为是曼哈顿华埠的南部边界之一。